# Einbrecher Ede
Einbrecher Ede (englischer Originaltitel Burglar Bill) ist ein Bilderbuch des britischen Ehepaars Allan und Janet Ahlberg, das von diesem gemeinsam geschrieben und illustriert und im Jahr 1977 beim britischen Heinemann Verlag veröffentlicht wurde. Die deutsche Erstausgabe erschien 1978 beim Maier Verlag.

## Inhalt
Einbrecher Ede ist ein Dieb, der all seine Besitztümer stiehlt: Sein Essen, seine Kleidung, das Bett, in dem er schläft, ja sogar den Sack, in dem er das Diebesgut seiner nächtlichen Raubzüge deponiert. Als Ede eines Nachts wieder auf Einbruchstour ist, stößt er auf eine große Schachtel mit Löchern und nimmt sie mit. Als er zu Hause ankommt und die Schachtel öffnet, entdeckt er darin ein Baby, das weint. Er füttert das Kind, wechselt seine Windel und geht mit ihm spazieren. Dann bringt er das Baby ins Bett und legt sich selbst schlafen. Da hört er plötzlich im Erdgeschoss ein Geräusch. Er ertappt einen Einbrecher auf frischer Tat, der sich als Einbrecherin Else entpuppt. Die beiden kommen ins Gespräch und stellen fest, dass sie viel gemeinsam haben. Ede erwähnt seinen neuen kleinen Freund, den er in der Nacht zuvor gefunden hat. Er zeigt Else das Baby und es stellt sich heraus, dass sie die verwitwete Mutter ist, die ihr Kind beim Einbruch am Tag zuvor mitgenommen und dieses plötzlich nicht mehr vorgefunden hat. Die beiden beschließen, das Stehlen aufzugeben und alles, was sie gestohlen haben, zurückzugeben. Ede wird Bäcker, Else verkauft ihr Haus und spendet das Geld einem Wohltätigkeitsfonds der Polizei. Else und Ede heiraten und bilden zusammen mit dem Baby eine glückliche Familie.

## Rezeption
Geraldine Brennan schreibt in ihrer Buchrezension: „Einbrecher Ede ist die ideale Vorlesegeschichte für jüngere Kinder, die schon alt genug sind, um den Witz von Alliterationen wie dem ‚elenden Einbrecher Ede‘ zu verstehen […] Das Buch gibt jede Menge Anlass für Diskussionen mit Kindern. Nicht nur über die Frage, ob Ede stehlen darf oder nicht, sondern rund um die Sachen, die Ede stibitzt hat […] Kindern macht es Spaß, all diese Dinge zu entdecken, und sie finden die in Bildern dargestellte Rückgabe-Aktion genauso unterhaltsam wie die Diebstähle […] Die Illustrationen widersprechen dem asozialen Image der Einbrecher: Zwar tragen sie die obligatorischen Masken und gestreiften Pullover, aber Ede hat auch einen gemütlichen Morgenmantel und seine Frau ein weißes Hochzeitskleid.“ Weniger euphorisch zeigte sich das School Library Journal: „Die vollfarbigen Illustrationen sind zwar amüsant, aber eher statisch, und der Text ist zu lang, um die kleinen Leser bei Laune zu halten.“

## Auszeichnungen
Das Buch wurde 1978 mit dem zweiten Platz der Kate-Greenaway-Medaille ausgezeichnet.

## Referenzen
Einbrecher Ede ist in dem literarischen Nachschlagewerk 1001 Kinder- und Jugendbücher – Lies uns, bevor Du erwachsen bist! für die Altersstufe 3+ Jahre enthalten.

## Ausgaben
- Burglar Bill. Heinemann, Großbritannien 1977 (englisch, librarything.com).
- Einbrecher Ede. Maier, 1978.